# 劫持 (2013年电影)
《劫持》（英語：Abducted）是一部美国电影，于2013年9月发行Xbox版，同年10月发行DVD。该片获得2013年Shriekfest电影节最佳科幻长片奖。

## 剧情简介
杰西卡和戴夫是一对情侣，两人前往洛杉矶游玩，却在好莱坞的格里菲斯公园被身穿黄色防化服的不明人用麻醉枪击中后绑架。他们被送往一处秘密的场所关押，并被实施了一系列奇怪的实验和手术。之后又有另外三对年轻夫妇被绑架到此，他们被绑的经历都十分相似。他们对这些神秘人的身份也有着不同的怀疑塔利班、外星人等等。而他们也正一次次尝试着逃离，最终他们逃离了秘密关押处，但还是被外面的神秘人抓住。几个月后，他们离开了洛杉矶，他们的孩子也诞生了，但戴夫却也染上了和神秘人一样的病。

## 演员列表
| 演员                         | 角色    |
| ---------------------------- | ------- |
| 特雷弗·摩根（Trevor Morgan） | Dave    |
| 泰.费雷尔（Tessa Ferrer）    | Jessica |
| 杰利.豪伊（Jelly Howie）     | Tiffany |
| 罗斯.托马斯（Ross Thomas）   | Buzz    |
| 艾登.帕克（Aiden Park）      | Elliot  |
| 道格·哈雷（Doug Haley）      | Justin  |

## 评价
整部影片给人的印象是有头无尾，前三分之二的部分剧情悬念和逻辑推理和铺垫都很不错，但最后的结尾却没有交待清楚，留下了一个巨大疑问，让许多观众无法得知故事的最终真相，无法理解影片的含义。